# Bathyascus avicenniae
Bathyascus avicenniae är en svampart som beskrevs av Kohlm. 1980. Bathyascus avicenniae ingår i släktet Bathyascus och familjen Halosphaeriaceae.   Inga underarter finns listade i Catalogue of Life.